# Runcina macrodenticulata
Runcina macrodenticulata is een slakkensoort uit de familie van de Runcinidae. De wetenschappelijke naam van de soort werd voor het eerst geldig gepubliceerd in 1990 door Garcia-Gomez & Lopez de la Cuadra.